# Adolf von Wittich

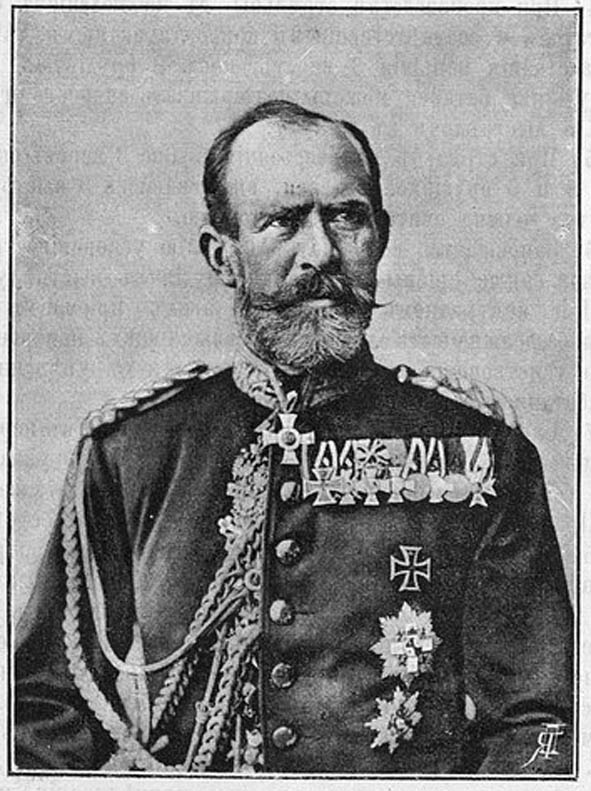
Adolf von Wittich

Adolf Hans Heinrich von Wittich (* 28. August 1836 in Schönlanke; † 23. Februar 1906 in Würzburg) war ein preußischer Generaloberst mit dem Rang eines Generalfeldmarschalls.

## Leben

### Herkunft
Er war der Sohn des königlich preußischen Kriegsgerichtssekretärs Wilhelm von Wittich (1798–1855) und der Christine Henriette Mildebradt (1811–1888).

### Militärkarriere
Wittich wurde am 1. Mai 1855 aus dem Kadettenkorps kommend als Sekondeleutnant dem 39. Infanterie-Regiment der Preußischen Armee überwiesen. Ab 1858 war er als Erzieher am Kadettenhaus Berlin tätig, wurde im Dezember 1860 zum Premierleutnant befördert und im Jahr darauf in das Kadettenkorps versetzt. Am 6. Februar 1866 unter Beförderung zum Hauptmann in den Generalstab der Armee versetzt, nahm Wittich am Deutschen Krieg teil. Er wirkte anschließend als Lehrer und Examinator an der Kriegsakademie. Vom 16. Februar 1869 bis zum 9. März 1870 diente Wittich als Kompaniechef im Füsilier-Regiment Nr. 39 und wurde anschließend in den Generalstab rückversetzt. Unter Beförderung zum Major folgte am 20. Juli 1870 seine Versetzung zum Generalstab des IV. Armee-Korps. In dieser Stellung machte er 1870/71 den Krieg gegen Frankreich mit und erhielt beide Klassen des Eisernen Kreuzes.
1873 wieder in den Großen Generalstab versetzt, war Wittich die nächsten beiden Jahre als Lehrer an der Kriegsakademie tätig. 1877 folgte eine Verwendung als Chef des Stabes des IV. Armee-Korps in Magdeburg. Im Jahr 1878 wurde er Oberst und Abteilungschef im Kriegsministerium. 1885 wurde er Generalmajor und Kommandeur der 12. Infanterie-Brigade in Brandenburg.
1888 wurde Wittich Generaladjutant des Kaisers Wilhelm II., Generalleutnant und Chef des Hauptquartiers. Von 1892 bis 1904 war er Kommandierender General des XI. Armee-Korps in Kassel. Schließlich wurde Wittich am 5. April 1904 in Genehmigung seines Abschiedsgesuches und unter Belassung in seinem Verhältnis als Generaladjutant mit der gesetzlichen Pension zur Disposition gestellt. Gleichzeitig wurde verfügt, dass er in der Dienstaltersliste der Generale weiter zu führen sei.
Von 1904 bis 1906 war Wittich Mitglied des Preußischen Herrenhauses auf Lebenszeit und musste dafür seinen Wohnsitz von Kassel nach Eisenach verlegen, sonst hätte er seine Rechte nicht ausüben können.

### Familie
Wittich heiratete am 24. April 1866 auf Gut Rothenburg im Landkreis Sorau Anna Schade (1842–1932). Sie war die Tochter des Gutsbesitzers Carl Rudolph Schade, Gutsherr auf Rothenburg, und der Dorothea Ernestine Rüdiger. Aus der Ehe gingen die Söhne Erich (1869–1927) und Curt (1873–1952) hervor. Curt hatte 1919 auf Schloss Reitwein Gertrud Graf Finck von Finckenstein (* 1919) geheiratet, die Tochter des dortigen Gutsherrn. Curt von Wittich war Rechtsritter des Johanniterordens, Mitglied dort seit 1918. Das Ehepaar hatte zwei Töchter und drei Söhne, die alle auf Schloss Reitwein geboren wurden.